# Logan Mankins
Logan Lee Mankins (Catheys Valley, 10 marzo 1982) è un ex giocatore di football americano statunitense che ha militato nel ruolo di guardia nella National Football League (NFL). Fu scelto nel corso del primo giro (32º assoluto) del Draft NFL 2005 dai New England Patriots. Al college ha giocato a football alla Fresno State University.

## Carriera professionistica

### New England Patriots

#### 2005-2006
Mankins fu scelto come ultimo nel primo giro del Draft 2005 dai New England Patriots. Malgrado avesse giocato per tutta la carriera nel college come tackle, Mankins fu spostato nel ruolo di guardia sinistra dai Patriots, dove si guadagnò immediatamente il posto da titolare in sostituzione di Joe Andruzzi, che lasciò la squadra per diventare free agent. Mankins giocò come titolare tutte le 16 gare stagionali dei Patriots nel 2005. Nella gara del 16 ottobre contro i Denver Broncos, Mankins fu espulso per aver colpito il defensive lineman dei Broncos Ebenezer Ekuban sotto la cintola dopo un field goal sbagliato. A fine anno fu inserito nell'All-Rookie team da Pro Football Weekly.
Nel 2006, Mankins giocò nuovamente tutte le 16 gare da titolare per i Patriots. Egli segnò il suo primo touchdown da professionista nella finale dell'AFC contro gli Indianapolis Colts quando recuperò un fumble di Laurence Maroney fumble nella end zone. In seguito, nella stessa partita, anche il centro dei Colts Jeff Saturday recuperò un fumble segnando un touchdown, e la partita divenne la prima nella storia in una gara di playoff della NFL in cui due uomini della linea offensiva segnarono un touchdown.

#### 2007–2009
Il 2007 vide Mankins giocare sempre come titolare, concedendo un solo sack. Grazie a queste prestazioni, Mankins fu nominato guardia titolare nel Pro Bowl 2008 e inserito nella seconda formazione ideale della stagione All-Pro.
Per il quarto anno consecutivo, il giocatore disputò tutte le gare dei Patriots da titolare nel 2008. Dopo la perdita per infortunio del quarterback titolare Tom Brady, Mankins aiutò i running back della squadra a correre un totale di 2.278 yards, il miglior risultato della squadra dal 1985.
Mankins fu inserito nella formazione ideale del 50º anniversario dei Patriots nell'agosto 2009. La sua striscia di gare consecutive disputate come titolare proseguì, disputando nuovamente tutte le gare dei Patriots e proteggendo Brady che subì solo 16 sack (un primato in carriera). A fine anno, Mankins fu nuovamente nominato titolare per il secondo Pro Bowl consecutivo, divenendo solamente la seconda guardia nella storia della squadra, dopo John Hannah, a fare ciò.

#### 2010
Dopo la stagione 2009, Mankins divenne un restricted free agent sotto i termini degli accordi collettivi tra NFL e l'Associazione dei Giocatori (NFLPA). I Patriots offrirono al giocatore l'ingaggio di più alto livello possibile per un restricted free agent, 3,26 milioni di dollari. Il 15 giugno, con Mankins che doveva ancora apporre la sua firma sull'accordo, i Patriots potevano abbassare l'ingaggio di Mankins al 110% dell'ingaggio precedente, 1,54 milioni di dollari. I Patriots lo fecero e Mankins, che stava cercando un accordo a lungo termine, reagì chiedendo pubblicamente uno scambio.
Il giocatore non si presentò al camp facoltativo dei Patriots di giugno. Mankins rimase senza contratto anche nel corso del training camp, della pre-stagione e dell'inizio della stagione regolare. Logan e i Patriots giunsero a un accordo il 2 novembre, prima della gara della settimana 9 contro i Cleveland Browns. Il giocatore tornò nel roster attivo il 6 novembre.
Mankins giocò come titolare tutte le rimanenti gare della stagione dei Patriots. Per la seconda stagione consecutiva, Mankins fu selezionato come titolare per il Pro Bowl.

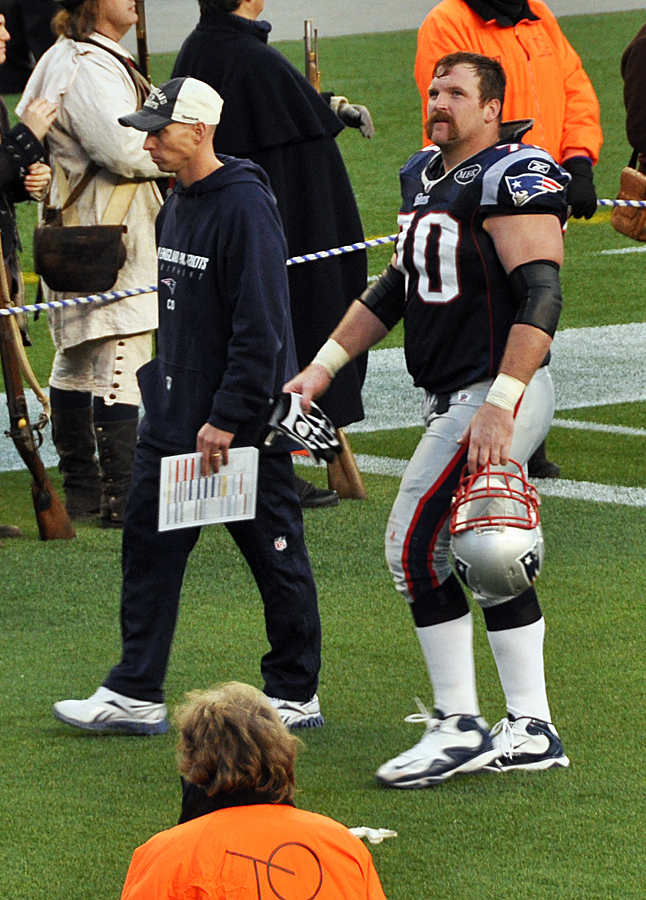
Mankins nel dicembre 2011.

#### 2011
Il 14 febbraio 2011, i Patriots applicarono su Mankins la franchise tag.
Il 26 luglio fu annunciato che Mankins e i Patriots erano giunti a un accordo del valore di 10 milioni di dollari per la stagione 2011-2012, consentendogli di partecipare in tempo al training camp.
Il 10 agosto 2011, Mankins firmò un accordo di sei anni, che all'epoca lo rese la guardia più pagata della lega. Successivamente fu superato dall'accordo quinquennale che Carl Nicks firmò coi Tampa Bay Buccaneers nell'estate successiva.
Nella stagione regolare 2011, Mankins giocò 15 partite, tutte come titolare. I Patriots conclusero la stagione con un record di 13-3 vincendo la propria division. Nei playoff eliminarono i Denver Broncos di Tim Tebow e i Baltimore Ravens, qualificandosi al Super Bowl XLVI, perso contro i New York Giants.
A fine stagione, Logan fu convocato per il suo quarto Pro Bowl, inserito nel Second-Team All-Pro e votato al 64º posto nella NFL Top 100, l'annuale classifica dei migliori cento giocatori della stagione

#### 2012
Il 26 dicembre, Mankins fu convocato per il quinto Pro Bowl in carriera e il 12 gennaio 2013 fu inserito nel Second-team All-Pro. A fine anno fu classificato al numero 82 nella classifica dei migliori cento giocatori della stagione.

#### 2013
Nel 2013, Mankins tornò a disputare tutte le 16 gare della stagione per la prima volta dal 2009, venendo fu premiato con la sesta convocazione al Pro Bowl e inserito nel Second-team All-Pro dall'Associated Press, mentre The Sporting News lo inserì nel First-team. I Patriots terminarono con un record di 12-4, qualificandosi direttamente al secondo turno di playoff dove eliminarono gli Indianapolis Colts. Furono sconfitti nella finale della AFC dai Denver Broncos.

### Tampa Bay Buccaneers
Il 26 agosto 2014, Mankins fu scambiato coi Tampa Bay Buccaneers per il tight end Tim Wright e una scelta del draft non rivelata. L'anno successivo, l'ultimo della carriera, fu convocato per il suo settimo Pro Bowl al posto di Trai Turner, impegnato nel Super Bowl 50. Il 7 marzo 2016 annunciò il proprio ritiro.

## Palmarès

### Franchigia
- American Football Conference Championship: 2

New England Patriots: 2007, 2011

### Individuale
- Convocazioni al Pro Bowl: 7

2007, 2009, 2010, 2011, 2012, 2013, 2015
- All-Pro: 6

2007, 2009, 2010, 2011, 2012, 2013
- PFWA All-Rookie Team - 2005
- Formazione ideale dei Patriots degli anni 2000
- Formazione ideale del 50º anniversario dei Patriots
- Formazione ideale della NFL degli anni 2010